# جنكيزبورغ
جنكيزبورغ (بالإنجليزية: Jenkinsburg, Georgia)‏ هي مدينة تقع في مقاطعة بوتس، جورجيا بولاية جورجيا في الولايات المتحدة. تبلغ مساحة هذه المدينة 3.2 (كم²)، وترتفع عن سطح البحر 233 م، بلغ عدد سكانها 370 نسمة في عام 2010 حسب إحصاء مكتب تعداد الولايات المتحدة.

## وصلات خارجية
- www.cityofjenkinsburg.com
- Cities & Counties - Georgia.gov